# Koporokendié Nâ
Ne doit pas être confondu avec Koporo Pen.
Koporokendié Nâ (ou Koporo Na) est un village et une commune rurale du Mali, chef-lieu d'arrondissement dans le cercle de Koro et la région de Bandiagara.
Son nom signifie en langue dogon « le grand Koporo », par opposition au village de Koporo Pen qui est « le petit Koporo ».

## Villages
La commune s'étend sur 19 localités relevées lors du recensement général de 2009. 
Les villages les plus peuplés sont :
- Tendely (2 291 habitants)
- Teme Na (2 224 habitants)
- Kountogoro (1 781 habitants)

Le village chef-lieu, Koporokendié Nâ compte 1 174 habitants.

## Aménagements
Depuis 2008, présence d'une piste de très bonne qualité reliant Koporo Pen à Koporo Na.